# Protestos na Venezuela (2014–presente)
Os Protestos na Venezuela de 2014 - presente são uma série de manifestações de massa, eventualmente degenerando em confrontos violentos, que ocorrem nas grandes cidades venezuelanas, desde fevereiro de 2014 até o momento atual. Os manifestantes, na maior parte dos casos, protestam contra o aumento do custo de vida, a insegurança ligada aos altos índices de criminalidade, a corrupção e a escassez de produtos básicos no país. Todos esses problemas, agravados pela economia debilitada desde 2014, em razão do forte controle estatal dos preços, redução do PIB, e alta inflação, em meio a uma forte polarização política entre partidários e oponentes do presidente Nicolás Maduro, suscitaram uma crise de grandes dimensões no país.
Os protestos são também referidos como La Salida ('A Saída') pelos partidários da destituição do presidente da República.
Grandes manifestações contra e a favor do governo já vinham acontecendo desde 2013, após a apertada vitória eleitoral de Nicolás Maduro sobre Henrique Capriles. Todavia, o movimento de oposição ao governo eleito recrudesceu a partir de 7 de janeiro de 2014, quando ocorreu o latrocínio em que morreram a atriz e ex-Miss Venezuela, Mónica Spear, e seu ex-marido, o irlandês, Thomas Henry Berry, na rodovia Puerto Cabello – Valencia, no estado de Carabobo. A filha de cinco anos do casal também foi ferida por um tiro mas sobreviveu.
Os protestos estudantis de 2014 coincidiram com as comemorações do aniversário de 100 anos da vitória na Guerra de Independência da Venezuela, quando as escassas forças independentistas formadas majoritariamente por estudantes venceram a Espanha. A celebração ocorre em 12 de fevereiro e é conhecida na Venezuela como Dia Nacional da Juventude. Em fevereiro, as manifestações cresceram significativamente de tamanho e já estavam sendo realizadas em diversas cidades do país. Nos conflitos que se seguiram, seis pessoas foram mortas e mais de duzentas foram feridas desde 13 de fevereiro. Cerca de 180 pessoas foram presas desde meados do mesmo mês. Um estudante também morreu atropelado.

## Contexto

### Criminalidade
Após as eleições de 2013, as manifestações intensificaram-se  em 2014, tendo como alvo dos protestos o aumento da criminalidade. O Channel 4 descreveu a Venezuela como "um dos países mais perigosos do mundo". A criminalidade teve uma escalada durante a administração do Hugo Chávez, e os assassinatos são comuns, em assaltos à mão armada, o que o InsightCrime atribuiu à falta de investimento nas forças policiais e ao fraco controle de armas. Uma pessoa é assassinada a cada 21 minutos. Nos dois primeiros meses de 2014, cerca de 3.000 pessoas foram assassinadas - 10% a mais que no ano anterior e 500% maior do que quando Hugo Chávez tomou posse, em fevereiro de 1999. Atribui-se o aumento da criminalidade à alta incidência de posse de armas; 91% dos assassinatos ficam impunes, de acordo com o Instituto de Pesquisa sobre Convivência e Segurança Cidadã.
De acordo com a ONG Observatório Venezuelano da Violência, o índice de homicídios do país em 2013 era de 79 mortes para cada 100 mil pessoas (totalizando cerca de 25 mil mortes ao ano). Segundo esse dado, a Venezuela seria o terceiro país mais violento do mundo - atrás apenas de Honduras e El Salvador. O governo, no entanto, divulgou um índice bem menor: 39 mortes para cada 100 mil habitantes, sendo que 72% dos assassinatos no país ocorreram devido a confrontos entre narcotraficantes. O chamado "Plano Pátria Segura" mostrou-se um sucesso: dados divulgados por órgãos oficiais afirmam que, em 2013, houve 51% menos sequestros e 17% menos assassinatos do que em 2012. Em fevereiro de 2014, em resposta aos protestos, Maduro apresentou um plano com medidas para reduzir a violência, incluindo: maior investimento em vigilância policial, uma grande campanha de desarmamento da população e normas para todas as televisões venezuelanas, a cabo e aberta, sem dar maiores detalhes.
O Departamento de Estado dos Estados Unidos e o Governo do Canadá alertam os cidadãos desses países, para que evitem viajar à Venezuela, considerando a significativa incidência de crimes violentos (incluindo homicídios, roubos e sequestros), além da escassez de medicamentos, alimentos básicos e água. O governo britânico desaconselha viagens aos estados venezuelanos de Zulia, Táchira, Barinas, Bolívar e Apure, na faixa situada a menos de 80 km da fronteira colombiana.

### Escassez e inflação
Em 2013 a Venezuela experimentou uma grande desvalorização de sua moeda e a escassez de produtos de necessariedade, tais como papel higiênico, leite e farinha. O índice de inflação no país chegou aos 56,2% em 2013 e os níveis de escassez chegavam perto dos 20% no mesmo ano. Numa manobra para tentar conter a inflação e aumentar o poder de compra dos venezuelanos, o presidente Maduro aumentou o salário mínimo dos trabalhadores e pensionistas nos mesmo níveis da inflação entre maio de 2013 e janeiro de 2014: 59%. De acordo com o presidente Maduro, o que está acontecendo é o resultado de uma "guerra econômica" contra seu governo. O governo declara ainda que o capitalismo e a especulação estariam criando as altas taxas de inflação e criando a escassez generalizada de produtos básicos. De acordo com Maduro, o que está em curso é uma "guerra econômica" e os esforços do governo são para impor preços justos aos compradores, declarando também: "Isso é para o bem da nação. Não deixaremos nada nas prateleiras, nada nos armazéns." Para o governo trata-se de um boicote das empresas privadas que estão estocando produtos para vender a preços elevados depois.
Elías Eljuri, atual embaixador do governo, justificou-se dizendo que a razão da escassez de produtos é o povo venezuelano comer “muito”, alegando que 95% dos venezuelanos comem mais de 3x ao dia. Entretanto, dados proporcionados pela oficina de estatísticas do governo venezuelano mostrou que, na realidade, o consumo de alimentos diminuiu.
O governo descobriu uma rota de contrabando na fronteira com a Colômbia e apreendeu 3,5 toneladas de produtos adulterados e 11 mil galões de gasolina dedicados à especulação. Médicos da capital protestaram em 21 de fevereiro em repúdio à "situação crítica". Porém para o cidadão comum venezuelano, o governo fornece todos os produtos essenciais em redes de pontos de venda de abastecimento do Estado pela metade do preço do supermercado particular.[carece de fontes?]

### Eleição presidencial de 2013
Em 14 de abril de 2013, Nicolás Maduro foi eleito presidente com uma margem de 1,5% dos votos em relação ao candidato Capriles. Logo após a divulgação do resultado, a oposição mostrou-se cética quanto a idoneidade do processo eleitoral, levantando a possibilidade de fraude. Capriles recusou-se a aceitar o resultado alegando irregularidades eleitorais e pedindo recontagem de votos. O conselho eleitoral fez uma auditoria de 54% dos votos no próprio dia da votação, comparando registros em papel e eletrônicos de uma seleção aleatória de votos, sem encontrar nenhum tipo de irregularidade. Após pedido de Capriles, o conselho comprometeu-se a analisar os 46% restantes Algum tempo depois, ainda antes do conselho analisar os 46% restantes, Capriles mudou de ideia quanto ao seu pedido inicial e passou a questionar os métodos de análise do conselho, agora exigindo uma auditoria completa de todo o processo eleitoral (incluindo análises de todas as impressões digitais e assinaturas contidas nos registros). Em 12 de junho de 2013, o resultado da auditoria feita nos moldes padrões nos 46% dos votos restantes confirmou a vitória de Maduro por uma pequena margem de diferença e determinou que não havia nenhuma discrepância no processo eleitoral.
Recursos do governo teriam sido usados para financiar a campanha do partido no poder e veículos governamentais fizeram o transporte de material para campanha. Maduro passou duas horas por dia ao vivo na televisão - muito mais do que o tempo dedicado a outros candidatos - insultando constantemente a oposição. Dos cinco membros do Conselho Nacional Eleitoral da Venezuela, quatro são apontados pelo governo. O único membro independente declarou que a última eleição foi "a mais desigual da história moderna do país".

## Protestos

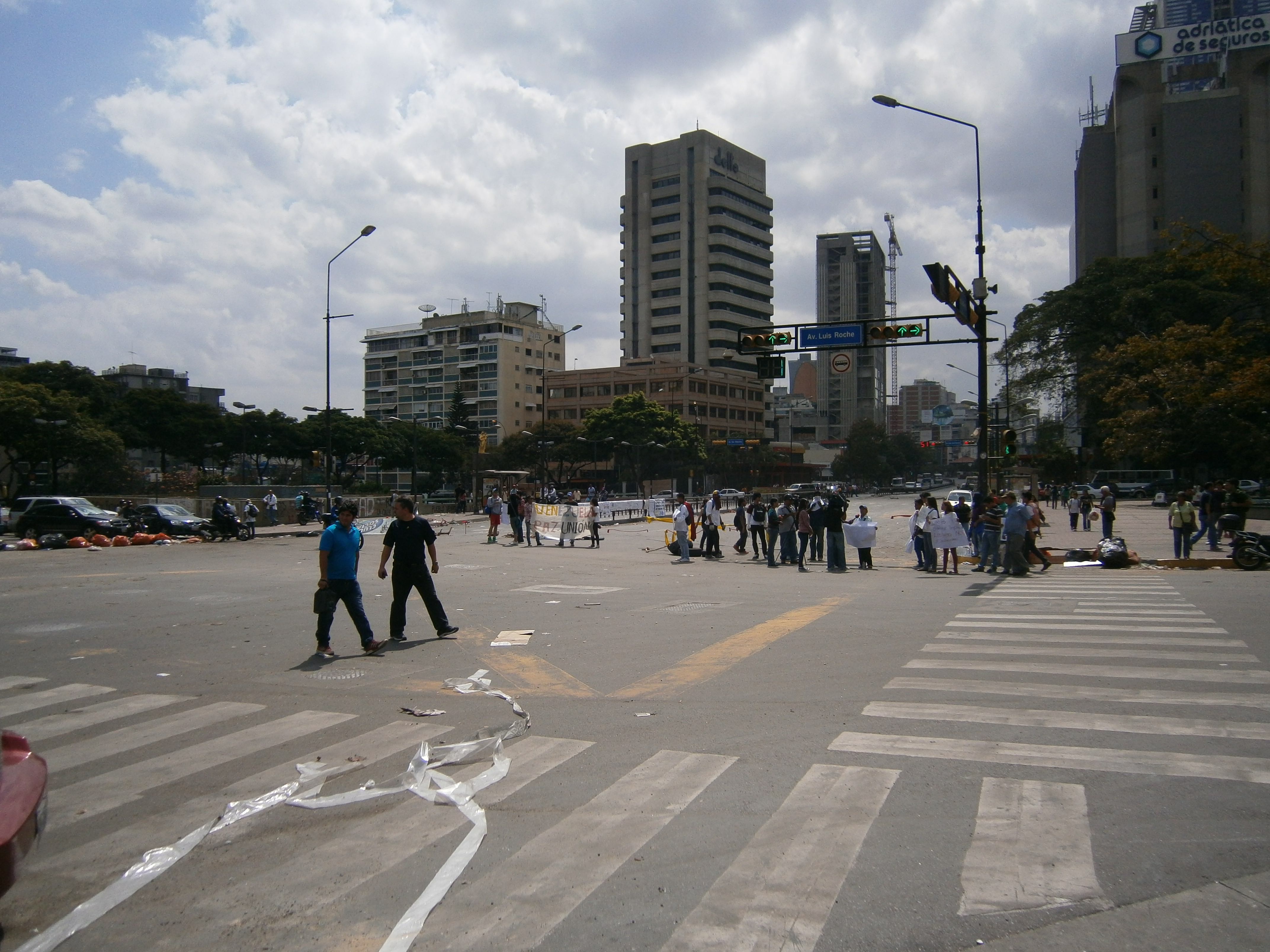
Marcha da oposição em Maracaibo.

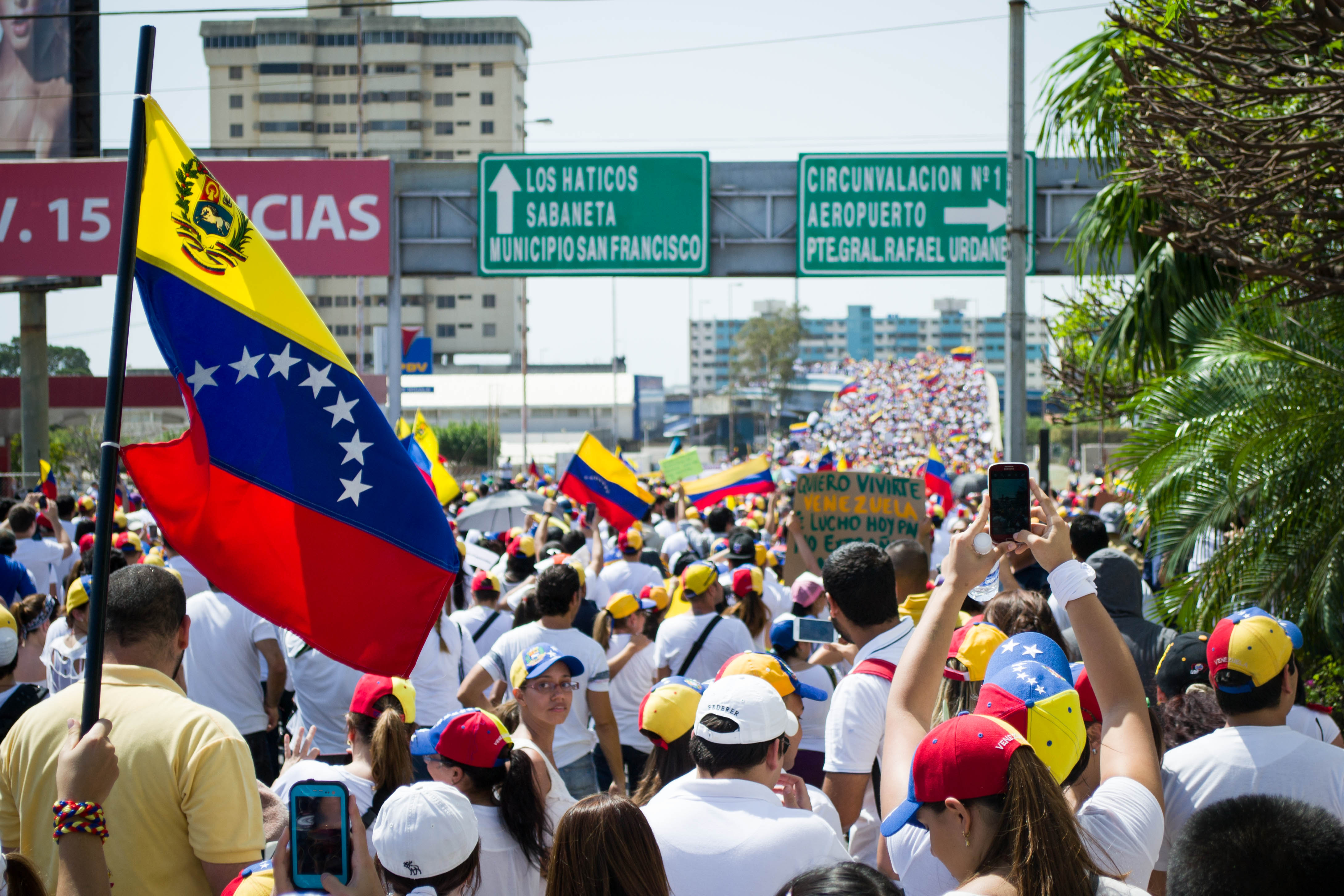
Marcha da oposição aos redores do Palácio da Justiça em Maracaibo.

Estudantes em greve de fome na frente da sede da ONU em Caracas, esperando um pronunciamento da ONU contra Presidente Maduro

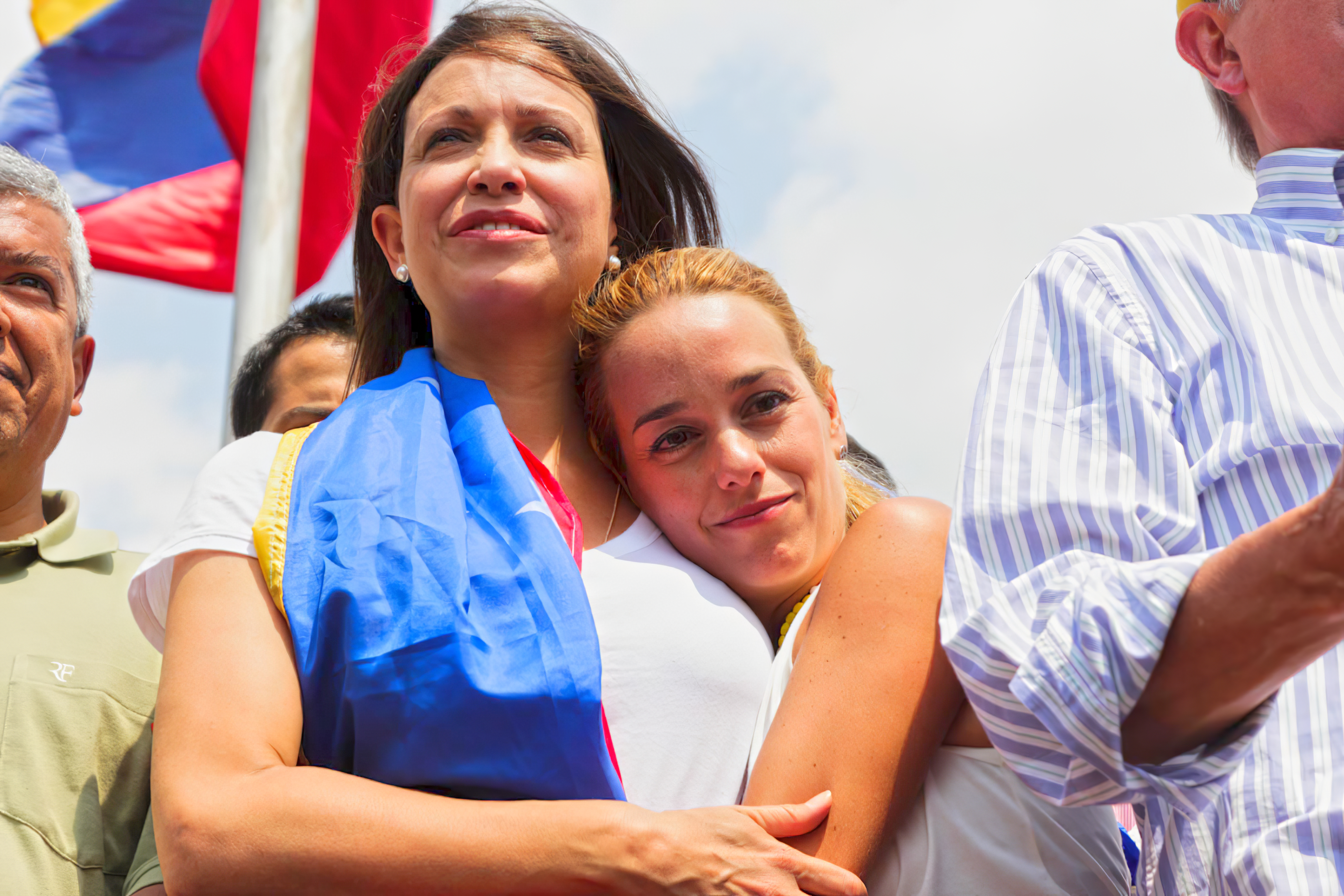
María Corina Machado e Lilian Tintori numa manifestação da oposição em 26 de Março de 2014.

Em janeiro de 2014, as manifestações se intensificaram. Foi então que Capriles fez o impensável: apertou a mão de Maduro. Esse gesto fez com que perdesse apoio de uma parte dos opositores do governo, ajudando a catapultar Leopoldo López para o centro das atenções, as quais ele passou a compartilhar com María Corina Machado. Segundo o  analista político Miguel Velarde, "hoje é mais evidente que nunca que existem duas visões dentro da oposição: a primeira, majoritária e moderada, apoia a liderança de Henrique Capriles e as negociações com o governo, paralelamente a uma denúncia constante contra o governo chavista - uma oposição de resistência. A segunda, radical, insiste na necessidade, a curto prazo, de um novo governo, o que seria conseguido mediante protestos de rua e uma  fórmula eleitoral posterior."
A luta política teve sua expressão mais acabada em 23 de janeiro de 2014, quando os líderes da oposição  venezuelana mais à direita - Leopoldo López, María Corina Machado e Antonio Ledezma - anunciaram em coletiva de imprensa o plano que chamaram La Salida, cujo objetivo era a deposição do presidente Nicolás Maduro, e convocaram  uma manifestação, na zona leste de Caracas, com dois propósitos: o primeiro era exigir a renúncia imediata de Maduro; o segundo, não declarado, era promover a substituição de Henrique Capriles Radonski na liderança da oposição.
Em 1º de fevereiro, López convocou estudantes a protestar contra a escassez, a insegurança e o desabastecimento. "É um convite aos que querem lutar, aos que sabem que o país está no mau caminho", adiantou López, que pretendia que, durante um mês, a rua propusesse o modo de mudar o governo. Seu objetivo era, então, desembocar em uma Assembleia Constituinte, já que, para um hipotético referendo revogatório contra Maduro faltariam mais de dois anos.
Em 6 de fevereiro, estudantes da Universidade Católica de Táchira foram vistos atacando uma residência. Em 9 de fevereiro, mulheres vestidas de preto e alunos de Táchira, Zulia, Caracas e Coro protestaram contra a prisão dos colegas.
Em 12 de fevereiro, ocorreram os maiores protestos da oposição: em trinta e oito cidades venezuelanas houve marchas estudantis. Diretórios do PSUV de várias cidades foram depredados, bem como prédios ligados às missões bolivarianas e viaturas da polícia. Uma senhora idosa e doente teria morrido dentro de uma ambulância, que teria ficado bloqueada pelas barricadas armadas por manifestantes. Um oficial da GNB foi ferido por um tiro enquanto defendia um edifício da companhia elétrica estatal Corpoelec.
Em 13 de fevereiro, grupos pró-Maduro se reuniram em frente ao prédio do Ministério Público. Chavistas reuniram-se para protestar em Caracas em 15 de fevereiro. Em 18 de fevereiro funcionários da estatal PDVSA organizaram uma passeata em apoio à Maduro.
Em 19 de fevereiro Génesis Carmona, Miss Turismo de Carabobo, foi assassinada Manifestantes foram presos por abrir fogo num caminhão de combustível da PDVSA em Maracay. Grupos de manifestantes queimaram cães vadios com gasolina, durante manifestações violentas na Venezuela, de acordo com relatórios recebidos por várias associações de animais.
Opositores e grupos armados pró-governo entraram em conflito, grupos pró-governo que passavam em motocicletas atirando nos manifestantes.
O padre Palmar, defensor dos manifestantes em Zulia, foi ferido por autoridades venezuelanas durante uma manifestação pacífica. Isso aconteceu dois dias depois do padre discursar contra Maduro, pedir sua renúncia e acusá-lo de ser influenciado pelo serviço secreto cubano.
No mesmo dia centenas de pessoas se reuniram em frente ao Palácio da Justiça em apoio à López.
Em 20 de fevereiro, grupos de defesa das mulheres prestaram condolências à família de Génesis Carmona, "Miss Turismo" do estado de Carabobo em 2013, e prometeram protestar, em 22 de fevereiro, contra a sua morte.
Uma forma de protesto é a queima de livros. Os alunos das escolas privadas em Tachira queimaram livros da Coleção Bicentenário, elaborado pelo Governo Nacional.
Em 22 de fevereiro, forças do governo em Chacao usaram gás lacrimogênio e Geraldine Moreno morreu no hospital por disparos que teriam partido da Guarda Nacional.
Vários meios de comunicação têm relatado a presença de paramilitares colombianos em protestos opositores. O filósofo, Miguel Perez Pirela, denunciou a personificação de instruções paramilitares e práticas da Universidade de Carabobo na Faculdade de Engenharia, com sede em Valência. Em 19 de fevereiro militares colombianos foram vistos no estado do Tachira e San Cristóbal em resposta a presença militar colombiana na Venezuela, em 20 de fevereiro, caças Sukhoi Su-35 da Força Aérea Venezuelana foram sobrevoando San Cristóbal. O presidente Maduro ordenou também que um batalhão de paraquedistas ficassem apostos após recomendação do Ministério do Interior e Justiça.

### O segundo mandato de Maduro
Muitos venezuelanos não apoiaram o segundo mandato de Maduro, e realizaram protestos em todo o país e na capital, Caracas. Vários panelaços foram relatados em toda Caracas, incluindo perto de onde Maduro estava sendo empossado. Os apoiadores de Maduro se manifestaram separadamente. Antes da posse, os opositores tinham chamado o povo para protestar durante a posse, com um protesto co-organizado por estudantes liderados por Rafaela Requesens e o partido da Vontade Popular de Guaidó, bloqueando uma estrada perto da UCV.

### Conselho aberto
Tratados como uma forma de protesto pacífico, vários conselhos abertos foram realizados em janeiro de 2019. O primeiro deles foi em 11 de janeiro, realizado por Guaidó. Nas ruas de Caracas, muitas pessoas se reuniram para apoiá-lo.

### 21 e 22 de janeiro
Antecipando os protestos de 23 de janeiro, vários protestos violentos ocorreram. Em 21 de janeiro, houve uma tentativa militar de golpe, em pequena escala, vista como um golpe fracassado. Havia 27 soldados que sequestraram seguranças e roubaram armas, tentando marchar à Miraflores, que lutaram e foram apreendidos pelas autoridades na madrugada. As pessoas na área local continuaram a luta, protestando e queimado coisas na rua, mesmo quando o gás lacrimogênio foi implantado. Um colectivo matou uma mulher na porta de casa e cinco pessoas ficaram feridas.
Em 22 de janeiro, protestos eclodiram nos bairros de classe baixa, que até então haviam apoiado Maduro. Isso resultou na morte de um garoto de 16 anos por arma de fogo. Protestos aconteceram no estado de Bolívar, onde três pessoas foram mortas e uma estátua de Hugo Chávez foi incendiada e quebrada ao meio e a cabeça e o tronco foram perfurados e usados como um troféu numa ponte pública.

### 23 de janeiro
Os protestos de 23 de janeiro foram anunciados no conselho aberto, no aniversário do golpe de estado da Venezuela de 1958. Este foi o evento principal em que se esperava forçar Maduro a renunciar. O vice-presidente dos Estados Unidos, Mike Pence, enviou um vídeo de apoio neste dia. Da mesma forma, Juan Guaidó e sua esposa, Fabiana Rosales, enviaram vídeos separados para os militares da Venezuela, pedindo-lhes para "não atirar em nós".
Durante a noite, o Presidente da Assembleia Constituinte, Diosdado Cabello, convocou os partidários de Maduro para realizar uma vigília em torno do Palácio de Miraflores, embora ninguém tenha participado do evento.

Alguns dias depois, Michelle Bachelet, da Organização das Nações Unidas (ONU), expressou preocupação de que a violência durante os protestos pudesse sair do controle, e solicitou uma investigação da ONU sobre o uso da violência pelas forças de segurança.

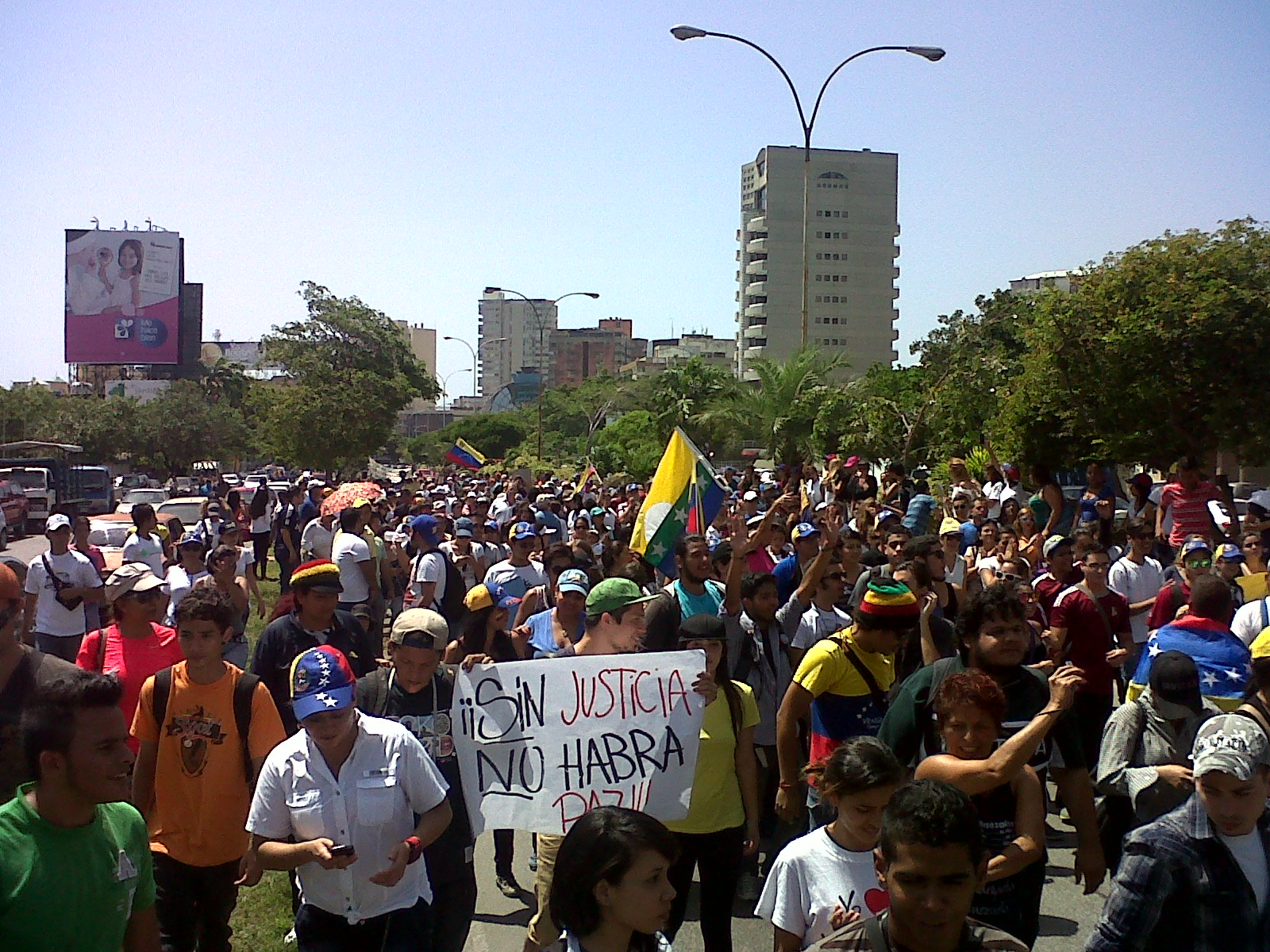
Protestos 12F (12 de fevereiro, fazendo referência ao Dia da Juventude) na Ilha de Margarita.

### Mortes
Nas eleições de 2024, foram constatadas 24 mortes, o número foi atualizado por uma ONG e inclui o óbito de um militar, além dos civis; manifestações contrárias à reeleição do presidente Nicolás Maduro estão sendo fortemente reprimidas pelas forças de segurança.

## Reações internas

### Governo
O governo venezuelano afirmou que manifestantes estariam interessados em repetir o golpe de 2002. Em comunicado, o governo declarou: "A partir de 12 de fevereiro entramos em um novo período em que a extrema-direita, incapaz de vencer democraticamente, procura vencer pelo medo, violência, subterfúgios e manipulação da mídia. Eles estão mais confiantes porque o governo dos EUA sempre os apoiou apesar da violência." O governo acusou os Estados Unidos de financiar a desestabilização do país e exigiu que "tirem as mãos da Venezuela", respeitando as "autoridades federais eleitas". Em resposta às acusações, o Poder Executivo dos Estados Unidos negou qualquer envolvimento na Venezuela e afirmou que só recomenda o diálogo pacífico entre os manifestantes e membros do governo venezuelano.
O presidente Maduro organizou manifestações pró-governo como resposta e anunciou que protestos antigoverno violentos continuariam proibidos. Para os apoiadores do governo venezuelano, as reivindicações dos manifestantes representam um ultraje contra a democracia, pois almejam a derrubada de um presidente eleito pelo povo.
Em 17 de fevereiro, agentes da inteligência do governo invadiram ilegalmente a sede do partido Vontade Popular em Caracas e os presentes foram rendidos por homens armados.
O levante contra o governo estaria sendo financiado por governos e políticos estrangeiros interessados em sua saída do poder. Sobre os protestos, Maduro declarou: "Eles disseram que iam às ruas e que não iam sair das ruas até que o Maduro renunciasse. Eu quero dizer aos loucos fascistas que o Maduro não vai renunciar, nem um só milímetro, ao poder que o povo da Venezuela lhe deu. Vou continuar no poder porque o povo está no poder".
Em 21 de fevereiro, durante uma coletiva de imprensa, Maduro mais uma vez acusou os Estados Unidos e a OTAN de tentar derrubar seu governo através da mídia e afirmou que Elías Jaua tinha reunido provas para demonstrar isso. Maduro também solicitou à Obama um "diálogo de alto nível" entre a "Venezuela patriota e revolucionária" e os Estados Unidos para que negociassem a situação. Maduro solicitou ainda que os Estados Unidos nomeie embaixadores e declarou: "Presidente Barack Obama, este é o momento para que as elites que governam os Estados Unidos se sentem para conversar, de igual para igual, com o movimento revolucionário da América Latina. Nós propomos, humildemente, a colocar um representante nosso na mesa". Maduro também confirmou que agentes da SEBIN atiraram em manifestantes e disse que os responsáveis já estavam presos. Maduro afirmou que existem "infiltrados" que atacam manifestantes e fazem parte do mesmo plano de desestabilização e avisou que "quem sacar armas em nome da Revolução Bolivariana será preso". Durante os protestos houve ataques a edifícios do Estado, durante o comício da oposição em 12 de fevereiro, o Gabinete do Procurador é atacado, as patrulhas foram queimados em Caracas, e foi sitiada a televisão estatal Venezolana de Televisión (VTV) durante 6 dias consecutivos. O governo chamou de "direita fascista" nos protestos, pedindo que priorizem o diálogo direto de líderes estudantis com a presidência.
O 22 de fevereiro, Maduro ironizou o "panelaço" que se tornou prática comum nos protestos contra seu governo: "Eu recomendo que comprem algumas panelas de aço inox que durem uns bons 10, 20, 30 ou 40 anos. Porque a revolução durará por muito tempo!".
Em abril, o presidente Maduro se reuniu com a oposição venezuelana buscando o diálogo.

### Oposição
- O ex-candidato à presidência, Henrique Capriles - uma das vozes da oposição, mas que não tem se envolvido diretamente nos protestos - repudiou a violência e vandalismo utilizados por grupos mais exaltados da oposição.[120] Também confrontou-se com Francisco Ameliach e outros membros do governo e passou a denunciar a violência empregada pelas autoridades.[121] Capriles recomendou aos seus seguidores "Acompanhem os protestos, mas sem violência. Não deixem que a violência nos leve a um beco sem saída".[122]
- O líder do Partido da Vontade Popular, Leopoldo López, é investigado pela justiça.[123] disse que poderia ter deixado o país, mas "ficou para lutar pelos povos oprimidos na Venezuela".[124] foi transferido para o Palácio da Justiça e depois para o presídio militar de Ramo Verde e está com audiência marcada.[125] O governo venezuelano, acusou López de incentivar a violência e incitar um golpe de Estado. Em 21 de fevereiro, López mandou um recado aos seus apoiadores pedindo que não desistam e dizendo que está bem.[126] Leopoldo López foi processado por incitação e responsabilidade pelos episódios violentos ocorridos nos protestos. De acordo com Maduro, "todos os fascistas serão presos como López".[127]
- O ex-general Angel Vivas que aconselhou no Twitter que manifestantes colocassem arame galvanizado para "neutralizar" motociclistas pró-governo. Vivas foi responsabilizado após um ciclista morrer decapitado em Caracas devido à tal prática.[128] Em 22 de fevereiro, o governo venezuelano prendeu Angel Vivas.
- A deputada María Corina Machado, uma das fundadoras da Súmate, compareceu em frente ao presídio Ramo Verde junto com outros manifestantes para prestar solidariedade à López.[129] Machado é uma das apoiadoras dos protestos e declarou que os manifestantes estão "cada vez mais organizados".[130] Juan Requesens, líder de um movimento estudantil, solicitou à Igreja Católica para mediar a situação no país e ajudar a garantir que os direitos humanos dos venezuelanos não sejam violados no futuro.[131]

### Mídia
Tarek Yorde, um analista político de Caracas lembra que há casos de tanto o governo e seus apoiadores quanto a oposição e seus apoiadores terem usado as mesmas redes para difundir informações falsas. O governo rebateu ainda os "meios de comunicação corporativos" que estariam tentando enganar o povo divulgando erroneamente que "Maduro é autoritário, que a oposição é democrática e que estamos presenciando uma revolta contra uma ditadura". Para o governo, acusações desse tipo "devem ser combatidas com vigilância".
De acordo o USA Today, a cobertura adequada dos protestos têm sido gradualmente minada. A CNN declarou que se sente ameaçada após equipamentos de seus correspondentes terem sido roubados e destruídos por forças do governo. O presidente Maduro ameaçou forçar a saída da CNN da Venezuela, declarando: "Eu mandei o ministro Delcy Rodriguez notificar a CNN que iniciamos um processo administrativo para retirá-los da Venezuela. Se eles não retificarem [a programação], a CNN deixa a Venezuela. Chega de propaganda de guerra!".
A CANTV, empresa estatal que controla a maioria do tráfego de internet na Venezuela, supostamente teria bloqueado as imagens do Twitter por um curto período de tempo. O porta-voz do Twitter Nu Wexler confirmou a informação, mas a CANTV rebateu negando que tivesse qualquer relação com o ocorrido. O canal a cabo de notícias colombiano NTN24 teve o direito de transmitir na Venezuela revogado porque, de acordo com o governo, suas transmissões estariam contribuindo para o desejo de repetir o golpe de 2002. Maduro denunciou também a Agence France-Presse por manipulação de informação. Ele parabenizou ainda a Polícia Nacional Bolivariana por suas ações nos protestos, mesmo com as duras críticas às ações policiais mostradas na mídia.
Maduro acusou emissoras de manipulação e telenovelas venezuelanas de espalhar "anti valores" em seus roteiros e de "incitação à violência e ao ódio na sociedade". Em cerimônia oficial, Maduro declarou: "A protagonista matou mais de nove pessoas até que a mãe a matou. E é a heroína. Quantos milhões veem isso? Crianças, pessoas com problemas, todos assistem."

## Reações internacionais

### Organizações internacionais
- ALBA – Repudiou a violência e declarou apoio ao governo de Maduro.[149]
- Comunidade do Caribe  – Condenou a violência nos protestos e fez um apelo por respeito ao governo democraticamente eleito. A declaração apela ao respeito do Executivo eleito democraticamente.

Observa que, em qualquer sociedade democrática não deve permitir ataques ou distúrbios instituições legitimamente eleitos. A nota também recomenda o diálogo.
- Mercosul –Os Estados Partes reafirmam seu compromisso com o exercício pleno das instituições democráticas e, neste contexto, rejeitar as ações criminosas de grupos de manifestantes violentos que querem espalhar o ódio e a intolerância na República Bolivariana da Venezuela como um instrumento de luta política.[151] Entretanto, três anos após o início dos protestos houve uma mudança na postura dos países membros do Mercosul, ocasionada em parte, pela troca de lideranças políticas no Brasil e na Argentina, antes liderados por políticos pró-Maduro e de esquerda (Dilma Rousseff e Cristina Kirchner), que passaram a ser liderados por políticos contrários as suas atitudes no governo Venezuelano (Michel Temer e Maurício Macri).[152][153] Em uma votação unânime feita pelos 4 membros fundadores do Mercosul no dia 5 de agosto de 2017, o Mercosul decidiu acionar a cláusula democrática do bloco, assinada em 1996, contra a República Bolivariana da Venezuela, declarando que Maduro e seu governo cometeram uma "ruptura da ordem democrática" na Venezuela e com isso os 4 países retiraram a Venezuela do Mercosul.[154][155][156][157]
- Nações Unidas – Declarou estar profundamente preocupada com a escalada da violência no país e aconselhou todas as partes a dialogar para resolver a crise pacificamente. A organização pediu ainda ao governo venezuelano para investigar e processar os responsáveis pelas mortes ocorridas nos protestos. O porta-voz Rupert Colville, do EACDH, fez a seguinte declaração em Genebra: "Estamos especialmente preocupados por informações sobre ataques contra manifestantes por parte de grupo armados que agem com impunidade. [...] Também recebemos informações preocupantes sobre intimidações a jornalistas, alguns dos quais tiveram seus equipamentos apreendidos, assim como informações de que jornalistas locais e internacionais foram agredidos quando cobriam os protestos. Além disso, alguns manifestantes teriam sido detidos e podem ser acusados de terrorismo. Também foi informado que alguns manifestantes, incluindo menores, não foram autorizados a entrar em contato com familiares ou advogados."[158][159]
- União de Nações Sul-Americanas  (UNASUL) – Manifestou solidariedade ao governo venezuelano e às famílias das vítimas, repudiou as "tentativas de desestabilizar a democracia legitimamente constituída" e clamou por paz.[160]
- Organização dos Estados Americanos (OEA) – Repudiou a violência, recomendou o fim dos confrontos e apelou por um amplo diálogo que respeite as leis, bem como a investigação das mortes.[161]
- União Europeia – A organização declarou estar muito preocupada com os incidentes ocorridos em Caracas em 12 de fevereiro, incluindo a morte de pelo menos três pessoas durante os protestos e aconselhou todas as partes a dialogar para resolver a crise pacificamente.[162]

### Governos
- África do Sul – Manifestou preocupação com a situação de violência e a ameaça que ela representa à democracia e colocou-se favorável ao governo de Maduro, "dadas as ações desestabilizadoras da extrema-direita na Venezuela".[163]
- Argentina – O atual Presidente da Argentina, Mauricio Macri, declarou apoio ao opositor de Nicolás Maduro, Henrique Capriles, na busca do referendo revogatório contra o atual Presidente.[164][165] Macri, que ainda se disse desgostoso com o governo de Nicolás Maduro, alega que, além de infringir diversos direitos humanos, o processo (do atual governo) está matando a Venezuela dia após dia.[166]
- Bolívia – Acusou a oposição de arquitetar um golpe.[167]
- Brasil – José Serra, então ministro das Relações Exteriores do Brasil, alegou que todos os países democráticos do mundo deveriam defender o referendo que poderia decidir pela troca do governo na Venezuela. Serra criticou duramente a Venezuela, que pretendia assumir a presidência do Mercosul, alegando que o país entrou no bloco num golpe e que, quando mudar o governo autoritário de Nicolás Maduro, o Brasil estará disposto a ajudar na reconstrução.[168]
O embaixador José Botafogo Gonçalves, ex-secretário para assuntos de Mercosul no Itamaraty, afirmou que a recente mudança de tom do Brasil com relação à Venezuela no Mercosul representa um importante “passo à frente” na conjuntura regional. Na avaliação do diplomata, a diplomacia brasileira demorou para agir e atender aos pedidos de apoio da oposição venezuelana.[169]
- Chile – O governo chileno lamentou as mortes em Caracas e enviou condolências ao povo e ao governo da Venezuela, em especial às famílias das vítimas. O Chile declarou ainda que incentiva "um diálogo aberto e construtivo".[170]
- Colômbia – Declarou repúdio à violência e expressou condolências às vítimas. O Ministério das Relações Exteriores manifestou ainda seu desejo por um "diálogo aberto e respeitoso", e o presidente Juan Manuel Santos declarou-se preocupado com os acontecimentos, colocando-se à disposição para contribuir com qualquer ação que ajudasse a estabilização do país vizinho, pois, segundo ele, a situação afeta não só a Venezuela, mas também a Colômbia e toda a América do Sul. O governo colombiano declarou também que espera que os colombianos residentes na Venezuela sejam respeitados e que repudiava os relatos de compatriotas deportados sem justa causa.[171] O presidente Maduro não foi receptivo às declarações da Colômbia e acusou o vizinho de oportunismo e de simpatia pela "direita fascista venezuelana", mostrando-se incomodado com a  intromissão  da Colômbia e declarando que os problemas da Venezuela devem ser resolvidos pelos venezuelanos. O presidente da Venezuela disse, ainda, acreditar numa articulação do ex-presidente colombiano Álvaro Uribe para desestabilizar o país.[172][173]
- Cuba – O Ministério das Relações Exteriores cubano acusou a oposição venezuelana de tentativa de golpe e expressou solidariedade ao governo de Maduro.[174]
- Equador – O governo condenou a violência. Mais tarde, o presidente Rafael Correa declarou-se solidário ao povo e ao governo. O presidente disse ainda que o povo venezuelano não é violento, mas honesto e trabalhador.[175]
- Estados Unidos – O Secretário de Estado John Kerry queixou-se da violência dos protestos e declarou que os Estados Unidos estão "particularmente alarmados com os informes de que o governo venezuelano prendera dezenas de manifestantes opositores e emitira uma ordem de prisão contra o líder opositor Leopoldo López."[176] O governo venezuelano expulsou em 17 de fevereiro três diplomatas dos Estados Unidos sob a justificativa de que estariam organizando protestos pela derrubada do governo.[108] Sobre o ocorrido, o presidente Barack Obama declarou: "Ao invés de desviar a atenção expulsando diplomatas americanos com falsas acusações, o governo venezuelano deveria se concentrar em atender as reivindicações legítimas do povo". O governo ainda repudiou e chamou de "sem fundamento" as acusações de Maduro de que há envolvimento dos Estados Unidos em uma possível tentativa de golpe e fez um apelo para que as autoridades venezuelanas soltassem os manifestantes presos e abrissem espaço para um "diálogo verdadeiro".[177] O governo venezuelano respondeu as declarações dos Estados Unidos acusando-os de intromissão indevida nos assuntos internos do país.[178]
- Guiana – Repudiou a violência na Venezuela, expressou solidariedade ao governo venezuelano e declarou que apoia plenamente os esforços para conter ações desestabilizadoras.[179]
- Irã – O ministro das Relações Exteriores Marzie Afjam condenou o vandalismo, o assassinato de civis, destruição de bens públicos e qualquer ação que crie instabilidade no país. Ele também disse que a Venezuela pode contar com total apoio do Irã "para fortalecer a paz, a amizade e promover a democracia e desenvolvimento estável".[180]
- México – Sugeriu que os problemas sejam resolvidos pelo diálogo, lamentou os episódios de violência e expressou condolências às famílias das vítimas.[181]
- Nicarágua – Acusou a direita fascista de violência e expressou total apoio ao governo de Maduro.[167]
- Panamá – O ministro das Relações Exteriores Francisco Alvarez de Soto disse que o Panamá está preocupado com a Venezuela e entende que a situação é um assunto interno, mas que seu país deseja a paz, tolerância e diálogo.[182] Maduro afirmou que o governo do Panamá estaria interferindo indevidamente na Venezuela.[183]
- Paraguai - Opositor do governo Maduro, o chanceler Eladio Loizaga decidiu congelar as relações diplomáticas com a Venezuela. O diplomata disse ainda que o governo venezuelano é autoritário e antidemocrático.[184] Loizaga anunciou que o embaixador do Paraguai na Venezuela, Enrique Jara, não voltará para Caracas por tempo indefinido.[185]
- Peru – O Ministério das Relações Exteriores declarou oficialmente que todos estão profundamente preocupados com a situação da Venezuela. Eles recomendam também o diálogo entre os grupos no que diz respeito aos valores democráticos e direitos humanos. O governo também enviou condolências aos feridos nos protestos.[186]
- Rússia – O governo russo expressou preocupação com a instabilidade na Venezuela, mas afirmou que confia no governo de Maduro para preservar a ordem constitucional. A Rússia também demonstrou "sua solidariedade pelo governo e pelo povo" e declarou que "apoia fortemente uma política que vise evitar a desestabilização da nação".[187]
- Uruguai – Durante seu governo, o ex-presidente José Mujica rejeitou os atos desestabilizadores realizadas pela direita venezuelana contra o governo de Nicolas Maduro; expressando apoio ao Governo e ao povo da Venezuela à violência orquestrada pela direita em vários estados e convidou setores da oposição para encontrar a solução do problema com base na Constituição.[188] No entanto, em maio de 2016, Mujica saiu em defesa do seu ex-chanceler, Luis Almagro, chamado de “agente da CIA” por Nicolas Maduro, e alegou que o Presidente Venezuelano se encontra “louco como uma cabra”.[189]
Já o atual Presidente do Uruguai, Tabaré Vázquez, demonstrou uma crescente preocupação com a situação do país.[190]
- Síria Baathista – O então presidente Bashar al-Assad enviou uma carta ao governo venezuelano onde expressa seu apoio à Maduro e repudia "tentativas de semear o caos", demonstrando confiança de que a Venezuela superará essa experiência com as realizações e legado do ex-presidente Hugo Chávez.[191][192]
- Vaticano – O Papa Francisco incentivou "o diálogo sincero e construtivo" entre governo e oposição da Venezuela, com a finalidade de "aliviar o sofrimento" das pessoas e promover "a coesão social".[193]

### Outros
- Anistia Internacional – Pediu ao governo para investigar as mortes. Guadalupe Marengo disse: "É extremamente preocupante que a violência tenha tornado-se uma característica regular durante protestos na Venezuela. Se as autoridades estão verdadeiramente empenhadas em evitar mais mortes, elas devem garantir que os responsáveis pela violência, os manifestantes, as forças de segurança e civis armados sejam postos igualmente frente à justiça. As autoridades venezuelanas devem mostrar que estão realmente empenhadas em respeitar os direitos das pessoas à liberdade de expressão e associação, garantindo que elas possam participar de protestos sem medo de serem agredidas, presas ou mesmo mortas. É essencial que os jornalistas sejam capazes de transmitir os eventos de forma livre e os defensores dos direitos humanos possam monitorar as manifestações."[194]
- Esquerda Unitária Europeia/Esquerda Nórdica Verde – Declarou que condena a "tentativa de golpe e a violência por parte dos grupos de oposição e lamenta a perda de vidas e destruição de bens públicos no país". O grupo também afirmou que "denuncia os objetivos antidemocráticos e insurgentes dessa campanha de desestabilização desencadeada em Caracas e outras cidades venezuelanas por grupos extremistas." O grupo parlamentar também divulgou que considera a "oposição e a direita venezuelana apoiadas pelos EUA e com ligações com as forças dominantes da União Européia" como responsáveis pelas "ações violentas e suas terríveis consequências".[195]
- Human Rights Watch – José Miguel Vivanco, diretor das Américas do Human Rights Watch, declarou: "O que a Venezuela precisa urgentemente é que esses assassinatos sejam investigados e os responsáveis sejam colocados perante a justiça, sem importar sua filiação política. O que a Venezuela não precisa é de autoridades plantando bodes expiatórios em adversários políticos e fechando agências de notícias cuja cobertura não lhes agrada."[196] O Human Rights Watch exigiu a liberação imediata de López, declarando: "A prisão de Leopoldo López é uma violação atroz de um dos princípios mais básicos do devido processo legal: não se pode prender alguém sem provas ligando-o ao crime".[197]
- Partido Comunista Português – Condenou os atos de violência e vandalismo perpetuados por "grupos de natureza neofascista" que causaram a perda de vidas e a destruição de bens públicos e expressou solidariedade pela Revolução Bolivariana.[198]
- Partido Comunista do Chile – Lautaro Carmona, líder do partido, declarou: "Maduro está fazendo a coisa certa em apelar a toda a força institucional que foi construída pela soberania democrática da Venezuela bolivariana. Quanto aos interesses da classe trabalhadora e do povo em geral, não há nada para se preocupar desde que a Revolução Bolivariana mudou suas vidas para o bem."
- Partido dos Trabalhadores (Brasil) – Em nota assinada pelo presidente Rui Falcão, o PT prestou apoio ao governo de Maduro e condenou o uso de "grupos violentos como instrumento de luta política" e "ações midiáticas" que, segundo o comunicado, estariam sendo estimulados pela oposição com o objetivo de "desestabilizar a ordem democrática". O partido também prestou solidariedade às famílias das vítimas fatais e declarou que acredita que o governo venezuelano "está empenhado na manutenção da paz".[199]
- Celebridades internacionais como Steve Aoki, Jared Leto, Cher e Rhianna fizeram pedidos de paz e orações pelo povo venezuelano.[200] Madonna posicionou-se à favor da oposição, declarando: "Aparentemente Maduro não é muito familiar com o termo 'direitos humanos'. O fascismo está vivo e próspero na Venezuela e na Rússia."[201] Doze jogadores venezuelanos de beisebol do Detroit Tigers, incluindo Miguel Cabrera, Victor Martinez e Anibal Sanchez, manifestaram apoio à oposição e mandaram pedidos de oração e paz.[202]
- Nos Estados Unidos, diversos venezuelanos residentes no país reuniram-se em várias cidades para manifestar apoio aos manifestantes da Venezuela. Em entrevista aos jornais locais, alguns venezuelanos que residem nos EUA declararam: "As violações dos direitos humanos não acontecem apenas durante os protestos, acontecem todos os dias na Venezuela".[203][204] Também há uma campanha no Twitter em que venezuelanos de diversos países contam, recebem e divulgam informações e notícias com os manifestantes dentro da Venezuela.[205] A mesma rede social protagoniza uma "batalha" entre apoiadores da situação e oposição, que disputam a divulgação de conteúdo pró e contra o governo e a inserção de hashtags entre os assuntos mais falados.[206] No Canadá, manifestantes reuniram-se em Calgary para apoiar a oposição e pedir ao governo canadense para pressionar o governo venezuelano.[207]
- Na Argentina, houve manifestações de apoio e solidariedade à Maduro organizadas por grupos kirchneristas ligados ao governo argentino, como a La Cámpora e o político Luis D'Elía.[208]
- O grupo Anonymous, tem se infiltrado em sites do governo.[209][210]